# NGC 908
NGC 908 este o galaxie spirală situată în constelația Balena. A fost descoperită în 20 septembrie 1786 de către William Herschel. Se află la o distanță de 18,11 megaparseci de Pământ.